# Tunesischer Gartenschläfer
Der Tunesische Gartenschläfer oder Nordafrikanische Löffelbilch (Eliomys munbyanus) ist eine Art der Gartenschläfer. Er kommt im nördlichen Afrika im Bereich der Mittelmeer- und nordafrikanischen Atlantikküste vor.

## Merkmale
Der Tunesische Gartenschläfer ist ein mittelgroßer Bilch, er erreicht eine Kopf-Rumpf-Länge von etwa 11,0 bis 14,0 Zentimetern, hinzu kommt ein etwa 9,6 bis 11,8 Zentimeter langer Schwanz. Das Gewicht beträgt 42 bis 62 Gramm. Die Hinterfußlänge beträgt 22 bis 27 Millimeter, die Ohrlänge 20 bis 27 Millimeter. Das mittellange Fell ist sehr weich und häufig wollig, die Haare haben eine Länge von 10 bis 11 Millimetern und die Deckhaare können bis 16 Millimeter lang sein. Das Rückenfell ist rötlich- oder gelblich-braun und von grauer Farbe durchsetzt, das deutlich abgesetzte Bauchfell ist weiß und ebenfalls grau durchsetzt. Die Kopffärbung entspricht der Rückenfarbe und wird zur Schnauze hin blasser. Die Augen sind groß, die dunkle Augenmaske ist deutlich ausgeprägt. Die Wangen sind cremefarben bis weiß und gehen in einen hellen Seitenstreifen über, der bis über die Schultern reicht. Die Ohren sind moderat groß und oval ausgebildet, hinter ihnen befinden sich meistens rotbraune Postaurikularflecken. Die Hinterfüße sind weiß. Der Schwanz ist mit einer Länge von 92 % der Kopf-Rumpf-Länge lang; er ist an der Basis rötlich- bis gelblich-braun und danach oberseits schwarz und unterseits entweder einfarbig blass-grau oder braun-weiß oder am Ansatz rötlich- bis gelblich-braun und danach wie die Oberseite schwarz. Die Schwanzspitze ist weiß. Die Haare sind am Schwanzansatz mit etwa 3 bis 4 Millimetern Länge sehr kurz, am Schwanzende mit bis zu 19 Millimetern lang. Obwohl keine Unterarten unterschieden werden, existieren regionale Unterschiede der Färbung und der Körperproportionen.
Der Schädel hat eine Gesamtlänge von durchschnittlich 33,6 Millimetern (31,7 bis 35,6 Millimeter) und eine durchschnittliche Breite von 19,5 Millimetern (18,6 bis 20,1 Millimeter). Die Schnauzenregion ist mit durchschnittlich 14,7 Millimetern kurz, die Gaumenfenster mit durchschnittlich 4,3 Millimeter vergleichsweise lang. Auch die obere Zahnreihe ist mit durchschnittlich 4,7 Millimetern Länge vergleichsweise kurz. Die Paukenblasen sind mit 10,2 Millimetern Länge relativ lang und leicht abgeflacht.
Von dem sehr ähnlichen Löffelbilch (Eliomys melanurus), der im Küstenbereich von Libyen und Ägypten und von dort aus auf der Sinai-Halbinsel und im Mittleren Osten bis in die Türkei und den Irak vorkommt, unterscheidet sich der Tunesische Gartenschläfer vor allem dadurch, dass er etwas kleiner ist. Die Zeichnung ist sehr ähnlich, die Postaurikularflecken sind jedoch häufig nur undeutlich ausgebildet und der Schwanz ist dunkler gefärbt. Beide Arten kommen nicht sympatrisch vor, auch wenn beide in Libyen anzutreffen sind.

## Verbreitung und Lebensräume

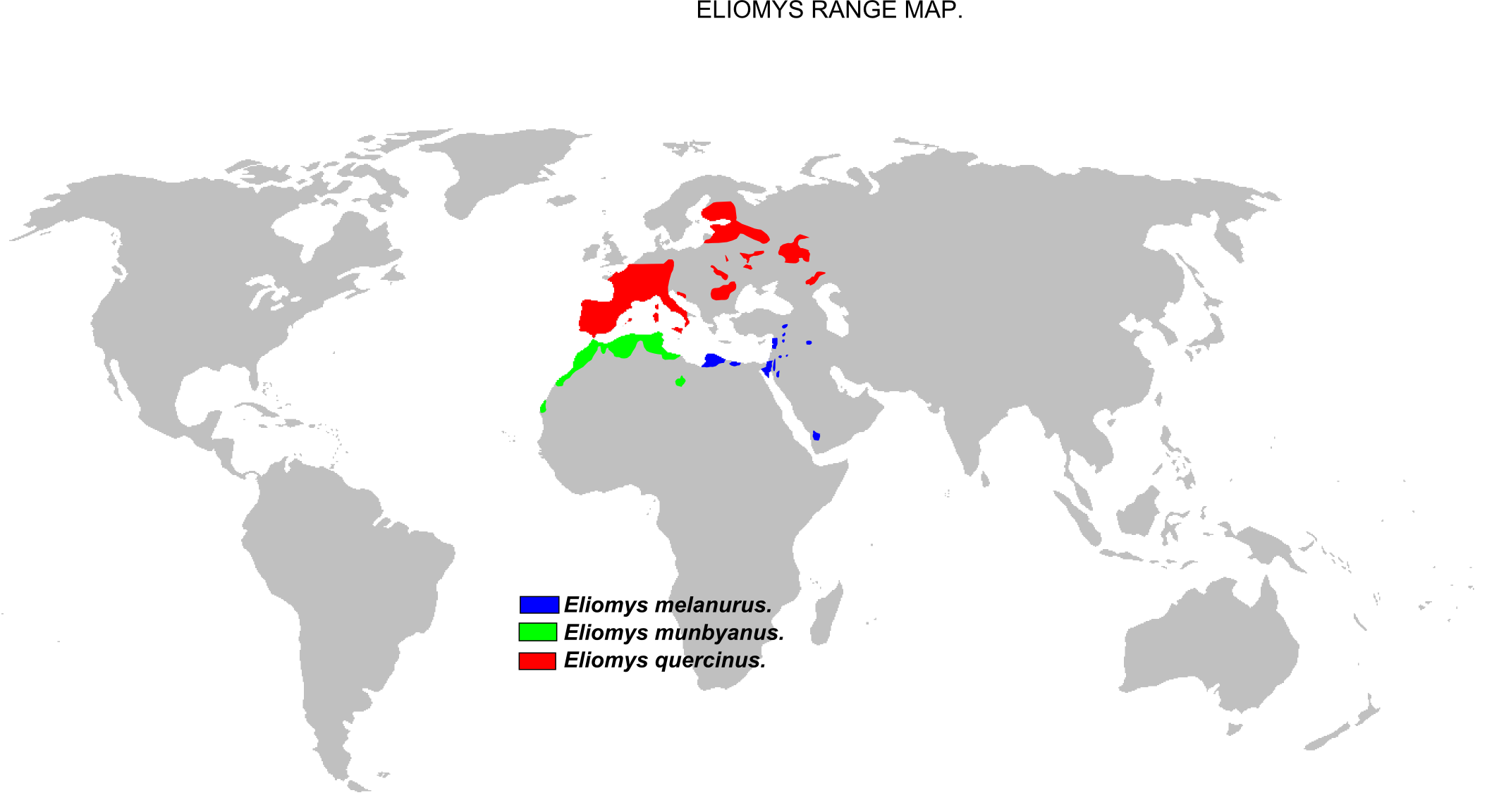
Verbreitungsgebiete der drei Arten der Gartenschläfer

Der Tunesische Gartenschläfer kommt im nördlichen Afrika in der Region des Maghreb im Bereich der Mittelmeer- und nordafrikanischen Atlantikküste vor. Er lebt in den Staaten Marokko und dem Territorium Westsahara, Tunesien, Algerien, Libyen.
Die Tiere leben vor allem im Bereich des Buschland der Heiden, die in der Vegetation durch Erdbeerbäume (Arbutus), Besenheide (Calluna) und Heidekräuter (Erica) sowie Steinlinden (Phillyrea), Pistazien (Pistacia), Myrten (Myrtus) und Zwergpalmen (Chamaerops) geprägt sind. Hinzu kommen junge Korkeichenbestände und Eichen-Mischwälder, Kiefernanpflanzungen, trockene und überweidete Wiesen mit einzelnen Akazien, Oasen und Dattel- und Tamariskenbestände oder auch im Bereich von Opuntien (Opuntia). Weitere Fundorte liegen in Dünengebieten, Zedernwäldern in Bergregionen sowie in landwirtschaftlich genutzten Flächen.

## Lebensweise
Der Tunesische Gartenschläfer ist nachtaktiv und primär baumlebend, nur selten kommt er auch auf den Boden. Er ist omnivor und ernährt sich vor allem von Früchten, Insekten, Schnecken, Samen und gelegentlich auch Vogeleiern. In Teilen des Verbreitungsgebietes, unter anderem in Tunesien, wird er als Schädling betrachtet, da er sich auch in Fruchtplantagen, vor allem Granatapfel-Anpflanzungen, sowie in Gemüsegärten mit Paprika, Auberginen und anderen Gemüsesorten aufhält und sich dort von den Anbaufrüchten ernährt, zudem frisst er auch Hühnereier. Die Tiere überwintern abhängig von den Außentemperaturen in einer schlafähnlichen Winterruhe, einzelne Tiere konnten jedoch auch im Winter bei Temperaturen unter 0 °C gefangen werden. Die Nester werden in Baumhöhlen, Gebüschen, Felsspalten, Höhlen und unter großen Steinen angelegt, außerdem auch in Dächern, Dachböden, Alkoven, Kellern und Rohrleitungen. Sie werden aus verschiedenen Materialien gebaut, darunter etwa Stroh, Gräser, Palmwedel, Ziegenhaar, Wolle von Schafen und Kamelen und Fruchtständen von Akazien.
Die Tiere sind normalerweise Einzelgänger, die Fortpflanzungszeit liegt im Frühjahr und regional zusätzlich im Herbst. Die Wurfgröße beträgt in der Regel vier bis sechs Jungtiere. Diese bleiben im mütterlichen Nest für einen Zeitraum von etwa sieben Wochen, bevor sie das Nest verlassen.

## Systematik
Der Tunesische Gartenschläfer wird als eigenständige Art innerhalb der Gattung der Gartenschläfer (Eliomys) innerhalb der Bilche (Gliridae) eingeordnet, die aus drei Arten besteht. Die wissenschaftliche Erstbeschreibung stammt von dem französischen Paläontologen und Zoologen Auguste Pomel aus dem Jahr 1856, der die Art anhand von Individuen aus der Provinz Oran im Nordwesten von Algerien beschrieb. Er beschrieb die Art ursprünglich in der Gattung Myoxus, heute ein Synonym von Glis, später wurde die Art mit dem Gartenschläfer (Eliomys quercinus) und auch dem Löffelbilch (Eliomys melanurus) synonymisiert. Für einzelne regionale Formen wurde die Ausgliederung in eigene Arten vorgeschlagen. Synonyme für die Art sind E. denticulatus Ranck, 1968, E. lerotina Lataste, 1885, E. occidentalis Thomas, 1903 und E. tunetae Thomas, 1903.
Innerhalb der Art werden neben der Nominatform keine Unterarten unterschieden.

## Status, Bedrohung und Schutz
Der Tunesische Gartenschläfer wird von der International Union for Conservation of Nature and Natural Resources (IUCN) als nicht gefährdet („Least Concern“) gelistet. Begründet wird dies durch das große Verbreitungsgebiet, die großen Bestandszahlen und die fehlenden bestandsgefährdenden Risiken. Die Populationen werden als stabil betrachtet, obwohl die Dichte der Tiere in ihren Lebensräumen relativ gering ist.

## Belege
1. 1 2 3 4 5 6 7 8 9 10 11  Mary Ellen Holden: Eliomys munbyanus, Maghreb Garden Dormouse. In: Jonathan Kingdon, David Happold, Michael Hoffmann, Thomas Butynski, Meredith Happold und Jan Kalina (Hrsg.): Mammals of Africa Volume III. Rodents, Hares and Rabbits. Bloomsbury, London 2013, S. 107–108; ISBN 978-1-4081-2253-2.
2. 1 2 3  Eliomys munbyanus in der Roten Liste gefährdeter Arten der IUCN 2015.3. Eingestellt von: G. Amori, S. Aulagnier, R. Hutterer, B. Kryštufek, N. Yigit, G. Mitsain, L.J. Palomo, 2008. Abgerufen am 25. November 2015.
3. 1 2 3  Eliomys munbyanus (Memento des Originals vom 25. November 2015 im Internet Archive)  Info: Der Archivlink wurde automatisch eingesetzt und noch nicht geprüft. Bitte prüfe Original- und Archivlink gemäß Anleitung und entferne dann diesen Hinweis.. In: Don E. Wilson, DeeAnn M. Reeder (Hrsg.): Mammal Species of the World. A taxonomic and geographic Reference. 2 Bände. 3. Auflage. Johns Hopkins University Press, Baltimore MD 2005, ISBN 0-8018-8221-4.